# Фінкасл (Кентуккі)
Фінкасл (англ. Fincastle) — місто (англ. city) в США, в окрузі Джефферсон штату Кентуккі. Населення — 848 осіб (2020).

## Географія
Фінкасл розташований за координатами 38°18′29″ пн. ш. 85°32′29″ зх. д. / 38.30806° пн. ш. 85.54139° зх. д. (38.308194, -85.541468).  За даними Бюро перепису населення США в 2010 році місто мало площу 0,55 км², уся площа — суходіл.

## Демографія
Згідно з переписом 2010 року, у місті мешкало 817 осіб у 292 домогосподарствах у складі 228 родин. Густота населення становила 1481 особа/км².  Було 318 помешкань (576/км²).
Расовий склад населення:
| - 57,6 % — білих - 33,0 % — чорних або афроамериканців - 2,6 % — азіатів - 0,4 % — корінних американців - 2,1 % — осіб інших рас |

До двох чи більше рас належало 4,3 %. Частка іспаномовних становила 4,8 % від усіх жителів.
За віковим діапазоном населення розподілялося таким чином: 26,2 % — особи молодші 18 років, 65,5 % — особи у віці 18—64 років, 8,3 % — особи у віці 65 років та старші. Медіана віку мешканця становила 36,3 року. На 100 осіб жіночої статі у місті припадало 106,3 чоловіків;  на 100 жінок у віці від 18 років та старших — 104,4 чоловіків також старших 18 років.
Середній дохід на одне домашнє господарство  становив 80 536 доларів США (медіана — 75 556), а середній дохід на одну сім'ю — 84 329 доларів (медіана — 78 250). Медіана доходів становила 52 019 доларів для чоловіків та 37 083 долари для жінок. За межею бідності перебувало 6,1 % осіб, у тому числі 11,2 % дітей у віці до 18 років та 0,0 % осіб у віці 65 років та старших.
Цивільне працевлаштоване населення становило 479 осіб. Основні галузі зайнятості: освіта, охорона здоров'я та соціальна допомога — 19,8 %, науковці, спеціалісти, менеджери — 14,0 %, мистецтво, розваги та відпочинок — 12,3 %, роздрібна торгівля — 12,1 %.